# Projekt 304
Projekt 304 (NATO-Bezeichnung: Amur-Klasse) ist eine Klasse von Werkstattschiffen der sowjetischen und später der russischen Marine. 28 Schiffe der Klasse wurden in Polen ab 1968 gebaut.

## Beschreibung

### Planung
Die Schiffsklasse wurde als unabhängiger Reparaturstützpunkt entwickelt, der in der Lage sein sollte, auch bei Zerstörung oder sonstigen Ausfällen von landgestützten Einrichtungen vollkommen unabhängig Instandsetzungsarbeiten an Schiffen der sowjetischen Marine durchzuführen. Die ersten Projekte dieser Art nach dem Zweiten Weltkrieg waren Projekt 725 und 725A aus den 1960er Jahren. Mit den im Warschauer Pakt verbündeten Polen entwickelte die Sowjetunion eine Reihe von Hilfsschiffen der Projekte 300, 301 und 303 und schließlich das Projekt 304. Alle diese Schiffe wurden in Stettin gebaut.

### Aufbau

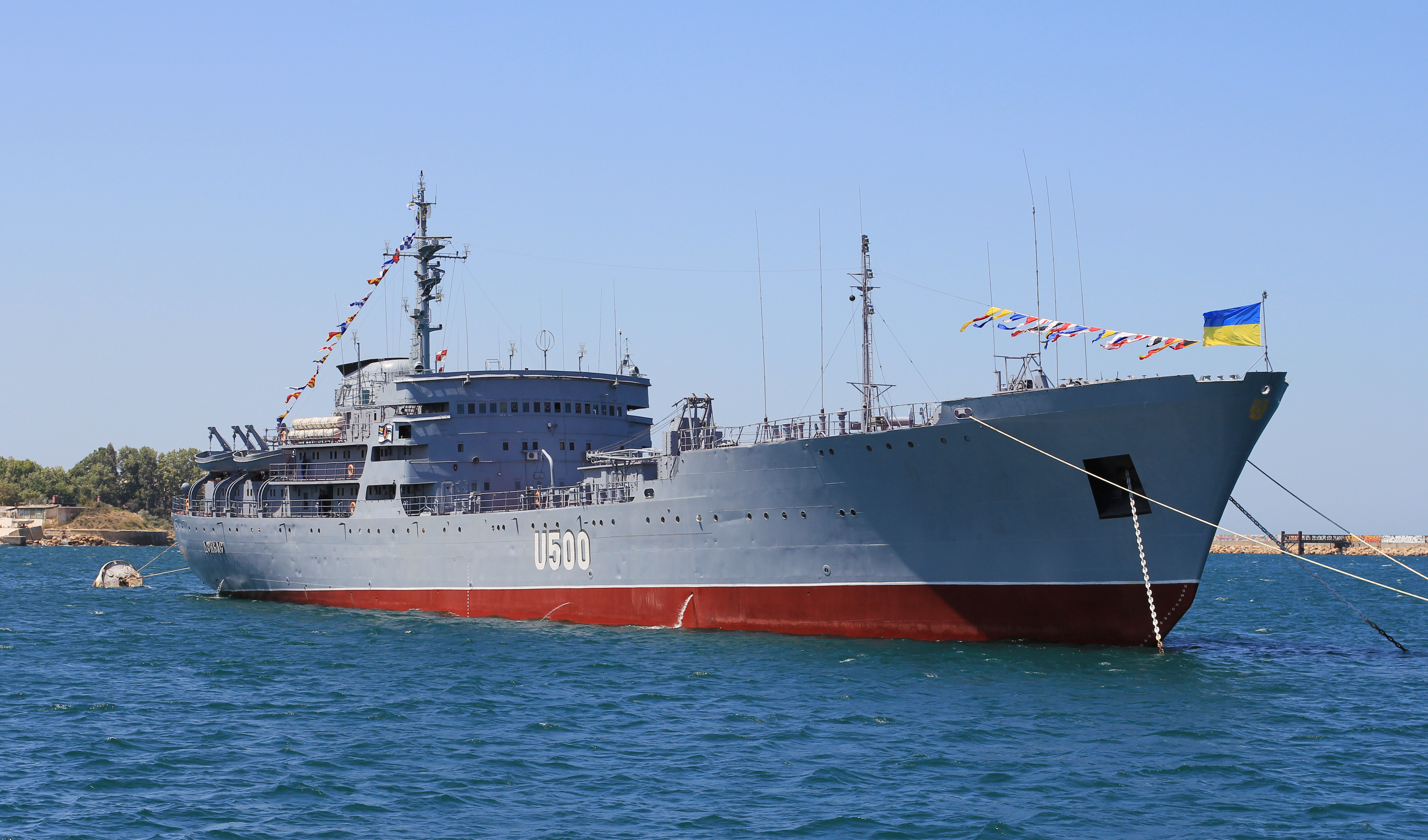
Donbas (ukrainisches Schiff des Projekts 304, 2012)

Die Schiffe können bis zu 280 Tonnen Ersatzteile mitführen. Auf dem Wetterdeck sind drei Kräne aufgestellt, zwei mittschiffs, einer am Heck.
Die Maschinenanlage besteht aus einem Zgoda-Sulzer-Schiffsdieselmotor des Typs 8TAD-48, der einen Propeller antreibt. Die Spitzengeschwindigkeit liegt bei 14,3 Knoten. Die Reichweite, bei acht Knoten Fahrt wird mit 13.000 Seemeilen angegeben.
Für den Betrieb der Bordelektrik wurden verschiedene Kombinationen von Generatoren verbaut. Die ersten 13 Schiffe tragen je vier 400-kW-8VAN22-Dieselgeneratoren und dazu steht ein weiterer 300-kW-Generator-5VAN22 zur Verfügung. Das nächste Baulos, bestehend aus fünf Schiffen, wurde mit vier 800-kW-Generatoren und einem 300-kW-Generator ausgerüstet, das letzte Baulos mit zehn Schiffen, die bis 1987 gebaut wurden, trägt drei 950-kW-Generatoren und einen 120-kW-Generator.
Die Besatzungen der Schiffe können bis zu 247.000 Arbeitsstunden an Reparaturzeit pro Jahr leisten.

### Bewaffnung
Bewaffnet sind die Schiffe normalerweise nicht, auf mindestens einem Schiff wurden jedoch zwei 25-mm-L/70 2M-3 Flugabwehrgeschütze installiert.

## Einheiten des Projekts 304
28 Schiffe des Projekts 304 wurden zwischen 1968 und 1987 in Stettin für die Sowjetunion gebaut. Eines wurde nach dem Zerfall der Sowjetunion an die Ukraine übergeben, die übrigen gingen an die Russische Föderation. Neun wurden von der Föderation bis 2012 ausgemustert, eines der Schiffe wurde 2014 als Übungsziel versenkt.
Das ukrainische Projekt-304-Schiff Donbas wurde von russischen Truppen während der Annexion der Krim durch Russland  2014 kurzzeitig besetzt, aber später zurückgegeben.